# Burkholderia silvatlantica
Burkholderia silvatlantica é uma espécie de bactéria gram-negativa do gênero Burkholderia, encontrada comumente em colmos de Cana-de-açúcar.
A bactéria realiza a fixação biológica de nitrogênio em gramíneas e outras monocotiledôneas, tendo sido verificada a contribuição desta no crescimento de plantas de cana-de-açúcar e de milho.
A espécie foi descrita em 2006 no Centro Nacional de Pesquisas em Agrobiologia da EMBRAPA, no município de Seropédica, Rio de Janeiro, Brasil, em parceria com a Universidade Federal Rural do Rio de Janeiro e Universidade Nacional Autónoma de México. A nomenclatura da espécie faz referência à Mata Atlântica, ecossistema onde está inserido o estado do Rio de Janeiro, no qual a espécia foi inicialmente identificada.
A espécie apresenta ampla distribuição geográfica, tendo sido encontada do nos estados do Rio de janeiro, São Paulo, Paraná, Bahia, Pernambuco  e Pará 